# Kleurtemperatuur
De kleurtemperatuur van een lichtbron voor wit licht is gedefinieerd als de temperatuur van een hypothetisch zwart lichaam waarvan het uitgestraalde licht dezelfde kleurindruk geeft als de lichtbron. De kleurtemperatuur wordt meestal uitgedrukt in kelvin (K). Volgens de verschuivingswet van Wien neemt de golflengte van het uitgestraalde licht af met toenemende temperatuur en heeft blauwachtig licht (korte golflengte) een hogere kleurtemperatuur dan roodachtig licht. Dit is tegengesteld aan de indruk die het licht op de mens maakt. Licht met een lage kleurtemperatuur wordt als "warmer" ervaren dan licht met een hoge kleurtemperatuur.

## Correctie door oog
De kleur van het licht dat door een vel helderwit papier weerkaatst wordt, is in feite afhankelijk van het omgevingslicht. Bij verlichting door kunstlicht is de kleur anders dan bij verlichting door daglicht. Het oog corrigeert deze schijnkleur, doordat de betreffende kleurgevoelige cellen (de kegeltjes) na korte tijd sterker uitgeput raken en minder sterke signalen naar de hersenen leiden.

## Juiste filmkeuze
Bij foto- en filmopnamen vindt deze aanpassing echter niet automatisch plaats. Bij toepassing van lichtgevoelige films (zoals bij gewone fotografie) wordt daarom een filmtype gekozen dat is afgestemd op de kleurtemperatuur van de lichtbron. Vooral bij omkeerfilm, waarbij achteraf geen correctie mogelijk is, is het van belang het juiste filmtype te kiezen.

## Witbalans
Bij digitale opnamen moet de witbalans worden ingesteld. Moderne apparatuur kan dit ook automatisch. TL-lampen vragen om een handmatige witbalans, omdat elke tl-lamp een andere kleurtemperatuur kan hebben (discontinu spectrum). Dit is te zien aan de laatste twee cijfers op de lamp.
Als bij het filmen of fotograferen de kleurgevoeligheid niet goed op de kleurtemperatuur van de lichtbron is afgestemd, zal dit tot onnatuurlijke kleuren leiden. Wanneer er sprake is van twee of meer lichtbronnen met een verschillende kleurtemperatuur, bijvoorbeeld daglicht (5500 K - 10.000 K) en kunstlicht (2800 K - 3300 K), zal men een keuze moeten maken voor een van de lichtbronnen. Een compromis kan men sluiten door een kleurtemperatuur tussen beide te kiezen, bijvoorbeeld 4300 K. Voor de beste resultaten zal de kleurtemperatuur van kunstlichtbronnen door middel van correctiefilters op het daglicht afgestemd moeten worden.

## Mired
De kleurtemperatuur wordt behalve in kelvin ook uitgedrukt in mired, wat staat voor micro reciprocal degree, ofwel 1 miljoen gedeeld door de kleurtemperatuur in kelvin. Daglicht van 5000 K heeft dan een waarde van 200 mired. Deze eenheid heeft als voordeel dat er eenvoudig mee gerekend kan worden. Een kleurcorrectiefilter veroorzaakt een vaste verschuiving van bijvoorbeeld 20 mired in de kleurtemperatuur. Een blauw filter van 20 mired geeft dan een daglichttemperatuur van 180 mired (5555 K), een rood filter van 20 mired geeft dan 220 mired (4545 K).

## Voorbeelden
| Temperatuur (K) | Mired     | Omschrijving (temperatuur is bij benadering)                                                   |
| --------------- | --------- | ---------------------------------------------------------------------------------------------- |
| 1850            | 540       | kaarslicht                                                                                     |
| 2000            | 500       | zonsopkomst en zonsondergang                                                                   |
| 2800            | 357       | gloeilamp, halogeenlamp, zonsopkomst en zonsondergang                                          |
| 3000            | 333       | studiolamp, 'warm-witte' typen tl-buis ("/830" is kleurweergave 80 en kleurtemperatuur 3000 K) |
| 3200            | 312       | halogeenlamp                                                                                   |
| 3400            | 294       | filmzon                                                                                        |
| 3500            | 288       | een uur na zonsopkomst                                                                         |
| 3800            | 263       | helder flitslampje                                                                             |
| 4000            | 250       | 'witte typen' tl-buis ("/840" is kleurweergave 80 en kleurtemperatuur 4000 K)                  |
| 4100            | 244       | maanlicht                                                                                      |
| 4200 - 4700     | 238 - 213 | mengsel van kunst- en daglicht                                                                 |
| 4950            | 202       | flitsblokje (flashcube, magicube, flipflash)                                                   |
| 5000            | 200       | vroeg en laat daglicht                                                                         |
| 5400            | 185       | standaardwaarde voor televisie                                                                 |
| 5500            | 181       | blauw flitslampje                                                                              |
| 5500 - 6000     | 181 - 167 | elektronenflitser                                                                              |
| 5600            | 178       | standaarddaglicht                                                                              |
| 6000            | 167       | middagzon                                                                                      |
| 6500            | 154       | wit/neutraal licht; 'daglicht'-typen tl-buis, standaardwaarde voor monitor                     |
| 7000 - 10.000   | 141 - 100 | zware bewolking of schaduw aan de noordzijde, zonder direct zonlicht                           |
| 9300            | 108       | alternatieve standaardwaarde voor monitor                                                      |